# Ludwig Berner (Jurist)
Ludwig Johann Berner (geb. 1. Oktober 1912 in Bamberg; gest. 30. April 2000 ebenda) war ein deutscher Jurist. Er war in der Zeit des Nationalsozialismus Beisitzer im Sondergericht I beim deutschen Landgericht Prag und Sachbearbeiter für politische Strafsachen im Reichsjustizministerium. Nach dem Zweiten Weltkrieg war Berner Oberstaatsanwalt bei der Generalbundesanwaltschaft beim Bundesgerichtshof.

## Lebensweg
Ludwig Berner besuchte von 1918 bis 1931 zunächst die Volks-, dann die Oberrealschule in seiner Geburtsstadt Bamberg. Ab 1931 studierte Berner zunächst an der philosophisch-theologischen Hochschule Bamberg, wechselte dann jedoch noch im selben Jahr die Hochschule und studierte von 1931 bis 1934 Rechtswissenschaft in Würzburg und München. Nach seinem juristischen Staatsexamen war er von 1934 bis 1938 Gerichtsreferendar beim Präsidenten des Oberlandesgerichts Bamberg. Am 28. Mai 1937 beantragte Berner die Aufnahme in die NSDAP und wurde rückwirkend zum 1. Mai desselben Jahres aufgenommen (Mitgliedsnummer 4.464.459). Von März bis August 1938 war Berner zeitweilig arbeitslos, ansonsten arbeitete er als kurzfristige Urlaubsvertretung in einer Rechtsanwaltskanzlei in Lichtenfels. Im September 1938 trat Berner in die Reichsjustizverwaltung ein, in der er bis Oktober 1939 blieb. Er war als Beisitzer, Zivilrichter und Sachbearbeiter am Land- sowie am Amtsgericht Bamberg sowie bei den Staatsanwaltschaften in Bamberg und Hof tätig. Von Oktober 1939 bis Mai 1940 war Berner als Gerichtsassessor am Amtsgericht Weismain richterlich und im Vorstandsgeschäft tätig. Anschließend, von Mai 1940 bis August 1943, arbeitete Berner in der Abteilung Strafrechtspflege des Reichsjustizministeriums als Sachbearbeiter für politische Strafsachen. Währenddessen wurde Berner am 1. Januar 1941 zum Landgerichtsrat ernannt. Von August 1943 bis September 1944 war Berner vom Justizministerium in die Abteilung II-5 (Rechtswesen) des Reichsministeriums für die besetzten Ostgebiete abgeordnet. Von September 1944 bis April 1945 war Berner als Beisitzer im Sondergericht I beim Landgericht Prag tätig, das zahlreiche Todesurteile verhängte, oft aufgrund geringfügiger Vergehen. Anhand erhalten gebliebener Gerichtsakten kann belegt werden, dass Berner an mindestens zehn Todesurteilen beteiligt war.
Während seines Aufenthalts in Prag war Berner Mitglied des Volkssturms.
In seinem Entnazifizierungsverfahren stufte die Spruchkammer Bamberg-Stadt am 29. September 1947 Berner in die Kategorie IV (Mitläufer) ein. Diese Einstufung bestätigte die Berufungskammer Ansbach am 2. März 1948 und reduzierte zugleich die Sühneleistung, die die Spruchkammer Bamberg-Stadt Berner auferlegt hatte. Damit war Berner praktisch rehabilitiert. Von September 1948 bis Juni 1952 war Berner wieder als Landgerichtsrat am Landgericht Bamberg tätig. Im Juli 1952 wurde Berner Oberstaatsanwalt bei der Bundesanwaltschaft am Bundesgerichtshof. Zum Bundesanwalt wurde Berner jedoch nicht – 1960 hatten tschechoslowakische Behörden Berners Tätigkeit am Sondergericht Prag aufgedeckt. Nachdem Berner sich zunächst jahrelang vergeblich dafür eingesetzt hatte, seine Karriere fortsetzen zu können, stellte er schließlich mehrere Anträge auf Versetzung in den Ruhestand und leistete nur noch Dienst nach Vorschrift, was ihn in Konflikte mit seinem unmittelbaren Vorgesetzten, dem Bundesanwalt Max Kohlhaas, brachte. Schließlich beantragte Berner ein Disziplinarverfahren gegen sich selbst und erhob, als dieses nicht eingeleitet wurde, eine Verfassungsbeschwerde, die 1976 abgelehnt wurde. Berner ging mit Erreichen der Altersgrenze im Jahr 1977 in den Ruhestand.